# Sinapinsäure
Sinapinsäure (trans-3,5-Dimethoxy-4-hydroxyzimtsäure) gehört zur Gruppe der Phenylpropanoide bzw. der Phenolsäuren, genauer der Zimtsäure-Derivate. Mit Basen bildet sie zum Teil kristallisierbare Salze, die sich an der Luft zersetzen.

## Vorkommen in der Natur

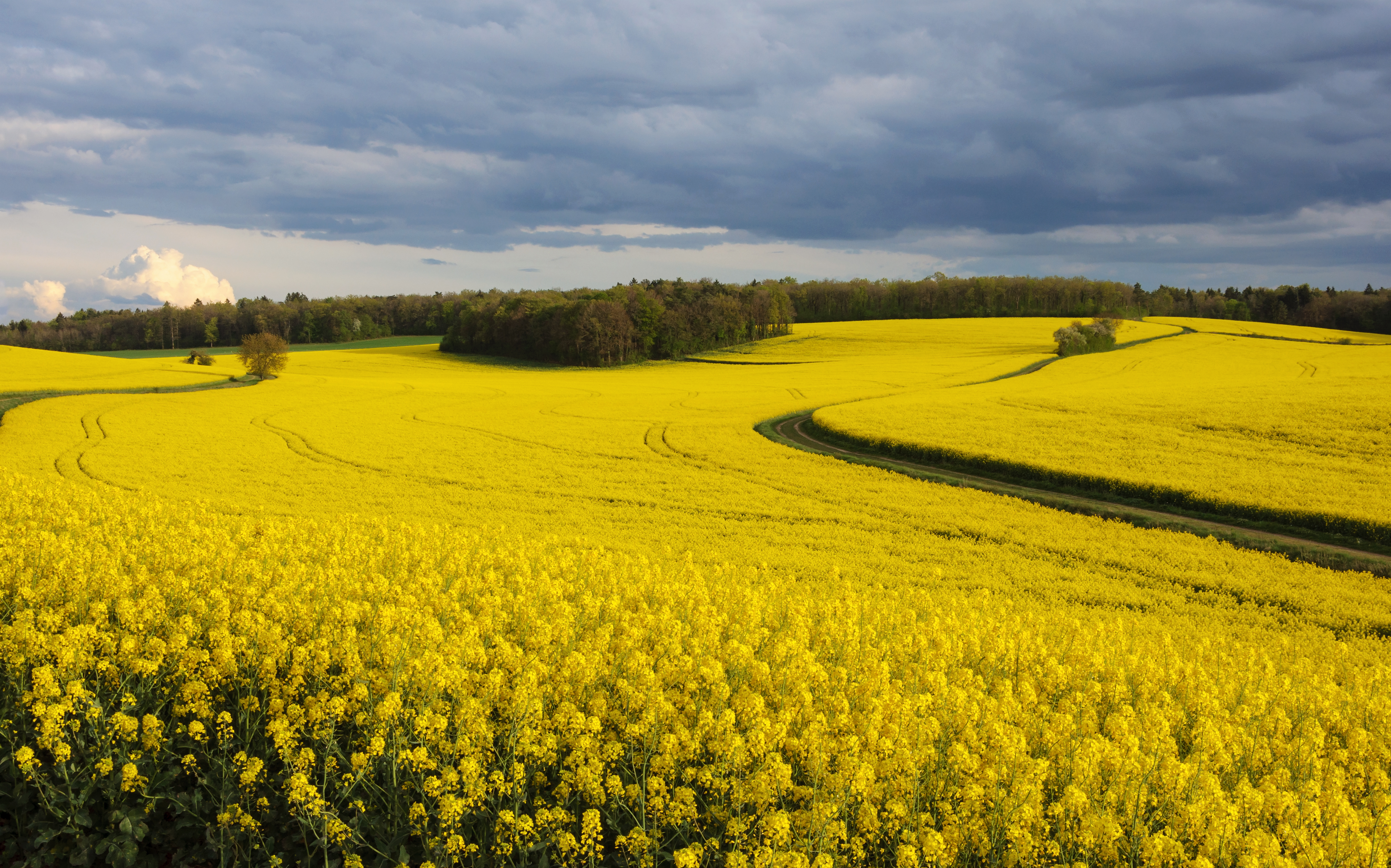
Rapsfelder

Sinapinsäure kommt in der Natur vor allem in Rapssamen vor. Der Gesamtgehalt von Phenolsäuren in Rapssamenmehl ist deutlich höher als bei anderen Ölpflanzen (z. B. Erdnuss: 63,6 mg/100 g, Raps: 639,9 mg/100 g). Den größten Anteil an Phenolsäuren im Rapssamen macht mit 70 bis 85 % die Sinapinsäure bzw. ihre Ester aus. In der Pflanze entsteht die Sinapinsäure als ein Produkt der Zimtsäurebiosynthese. Ausgehend von der Aminosäure Phenylalanin entsteht durch Desaminierung mithilfe des Enzyms Phenylalanin-Ammoniak-Lyase (EC 4.3.1.5) die Zimtsäure. Aus dieser entsteht über Kaffeesäure, Ferulasäure und 5-Hydroxyferulasäure die Sinapinsäure.
In den Pflanzen verhindern Sinapinsäure-Ester, dass vor allem die kurzwellige UV-B-Strahlung tiefer in die Blätter eindringt und im schlimmsten Fall die pflanzliche DNA schädigt.

## Analytik
Zur qualitativen und quantitativen Bestimmung der Substanz kommt nach angemessener Probenvorbereitung die Kopplung der HPLC mit der Massenspektrometrie zur Anwendung.

## Verwendung
In der analytischen Chemie kommt sie neben α-Cyano-4-hydroxy-zimtsäure (HCCA) und 2,5-Dihydroxybenzoesäure (DHB) als organische Matrixsubstanz bei der MALDI-MS (Matrix assisted laser desorption ionization mass spectrometry) zum Einsatz.